# Ribagnac
Ribagnac település Franciaországban, Dordogne megyében. Lakosainak száma 334 fő (2022. január 1.). Ribagnac Monbazillac, Rouffignac-de-Sigoulès, Singleyrac, Sadillac, Bouniagues, Colombier és Saint-Perdoux községekkel határos.

## Népesség
A település népessége az elmúlt években az alábbi módon változott:
| Lakosok száma | 225  | 224  | 278  | 305  | 331  | 324  | 308  | 310  | 313  | 334  |
|               | 1968 | 1982 | 1990 | 2006 | 2013 | 2015 | 2017 | 2019 | 2020 | 2022 |